# Гунделсхајм (Виртемберг)
Гунделсхајм (њем. Gundelsheim) град је у њемачкој савезној држави Баден-Виртемберг. Једно је од 46 општинских средишта округа Хајлброн. Према процјени из 2010. у граду је живјело 7.278 становника. Посједује регионалну шифру (AGS) 8125039.

## Географски и демографски подаци
Гунделсхајм се налази у савезној држави Баден-Виртемберг у округу Хајлброн. Град се налази на надморској висини од 154 метра. Површина општине износи 38,4 km². У самом граду је, према процјени из 2010. године, живјело 7.278 становника. Просјечна густина становништва износи 189 становника/km².